# Georges Courteline

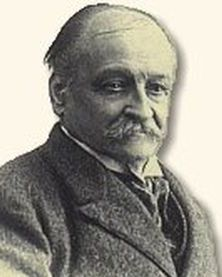
Georges Courteline

Georges Courteline (egentligen Georges Victor Marcel Moinaux) född 25 juni 1858 i Tours, död 25 juni 1929 i Paris, var en fransk författare och dramatiker.
Courteline var ämbetsman i kulturdepartementet, samtidigt som han under pseudonym utgav komedier i molièresk tradition. Han debuterade 1886 med den satiriska samlingen berättelser från sin egen militärtjänst, Les gaietés de l'escadron. Som hans främsta verk brukar nämnas Bourbourche (1893). Andra viktiga verk är Le train de 8.47 (1891), Messieurs les ronds-de-cuir (1893), M. Badin (1897), Le gendarme est sans pitié (1899), La paix chez soi (1903), samt La conversion d'Alceste, en fortsättning på Molières Misantropen.
Han blev medlem av Goncourt-akademien 1926.